# Hauteroche (Jura)
Hauteroche ist eine französische Gemeinde im Département Jura in der Region Bourgogne-Franche-Comté. Sie gehört zum Kanton Poligny im Arrondissement Lons-le-Saunier. Sie entstand als Commune nouvelle mit Wirkung vom 1. Januar 2016 durch die Fusion der früheren Gemeinden Crançot, Granges-sur-Baume und Mirebel. Crançot ist seither der Hauptort (Chef-lieu) der neuen Gemeinde. Diese hat nunmehr 977 Einwohner (Stand 1. Januar 2022).
Nachbargemeinden sind Baume-les-Messieurs und Nevy-sur-Seille im Nordwesten, La Marre und Bonnefontaine im Norden, Pont-du-Navoy im Nordosten, Montigny-sur-l’Ain im Osten, Châtillon im Südosten, Verges im Süden, Vevy und Briod im Südwesten und Perrigny im Westen.

## Gliederung

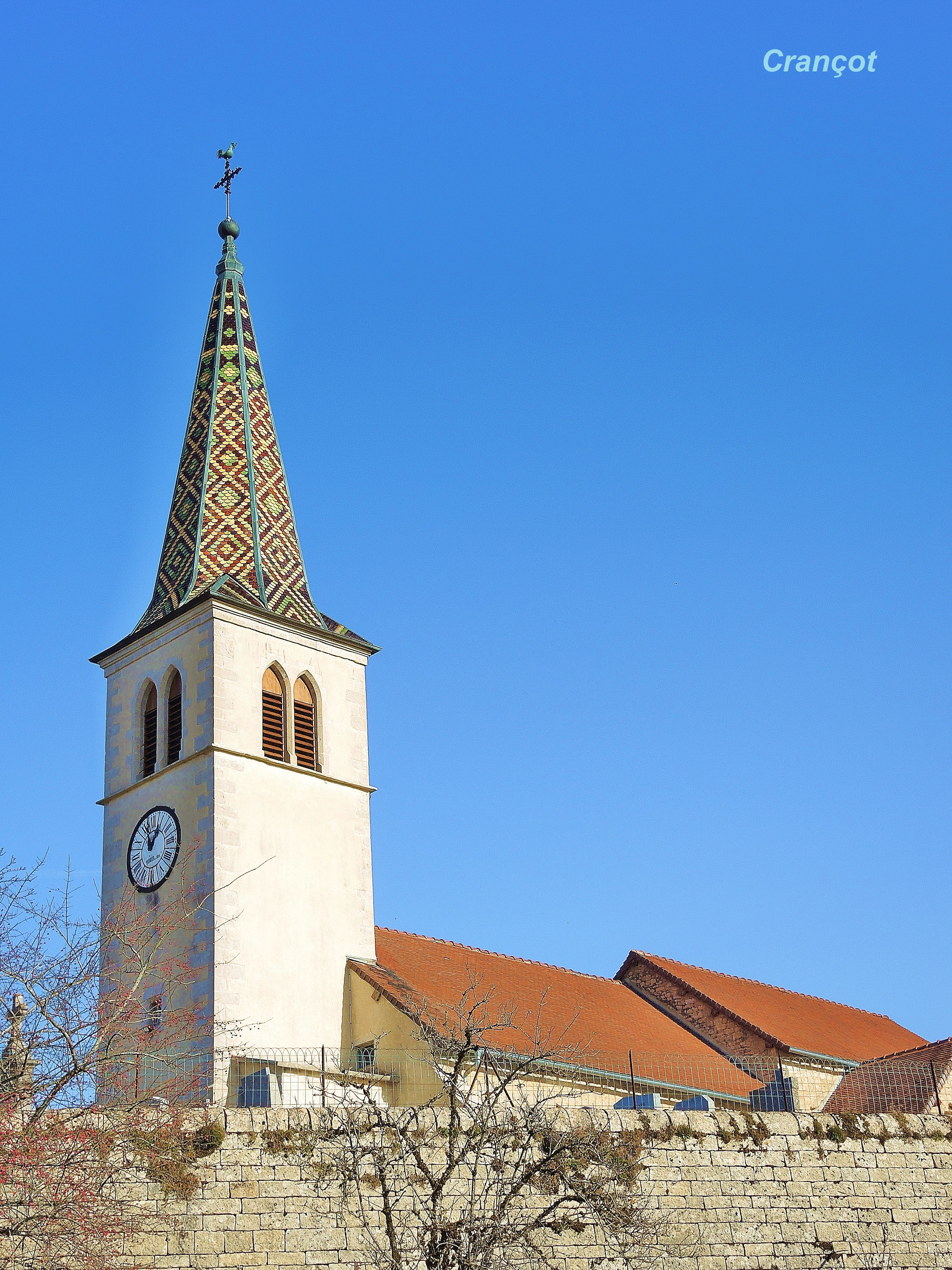
Kirche Sainte-Marie-Madeleine

| Ortsteil                    | ehemaliger INSEE-Code | Fläche (km²) | Höhenlage (m) | Einwohnerzahl (2018) | Dichte (Einw. je km²) |
| --------------------------- | --------------------- | ------------ | ------------- | -------------------- | --------------------- |
| Crançot (Verwaltungssitz)00 | 39177                 | 14,37        | 450–561       | 596                  | 41,4                  |
| Granges-sur-Baume           | 39260                 | 07,93        | 400–550       | 130                  | 16,4                  |
| Mirebel                     | 39332                 | 16,63        | 460–747       | 234                  | 14,1                  |